# Ontake
Núi Ontake (御嶽山 (Ngự Nhạc sơn) Ontake-san), còn gọi là núi Kiso Ontake (木曽御嶽山 (Mộc Tằng Ngự Nhạc sơn) Kiso Ontake-san), là ngọn núi lửa cao thứ hai tại Nhật Bản với độ cao 3.067 mét (10.062 ft). Núi lửa dạng tầng Ontake nằm ở ranh giới giữa hai tỉnh Nagano và Gifu, cách Tokyo 200 kilômét (120 mi) về phía tây.
Trưa ngày 27 tháng 9 năm 2014, núi này phun trào, khiến tro bụi bao phủ xuống dọc sườn phía nam hơn 3 kilômét (1,9 mi). Vụ phun trào bất ngờ này làm ít nhất 36 người leo núi thiệt mạng và khiến nhiều chuyến bay phải đổi hướng để tránh nguy hiểm.